# Trichostomum rehmannii
Trichostomum rehmannii là một loài rêu trong họ Pottiaceae. Loài này được Sim mô tả khoa học đầu tiên năm 1926.